# Bobis
Bobis d.d., hrvatska tvrtka iz Splita koja se bavi proizvodnjom konditorskih proizvoda, osnovana 1949. godine. Bila je jedna od najvećih slastičarskih tvrtki u Splitu i Dalmaciji te jedan od najpriznatijih proizvođača slastica u bivšoj Jugoslaviji.

## Povijest
Poznata splitska slastičarska tvrtka nastala je nakon Drugog svjetskog rata pod upravom direktora Tita Kirigina, člana poznate splitske slastičarske obitelji Kirigin, koja i danas ima slastičarnu Tradicija u Splitu. Zaslugom Kirigina, Bobis je postao najpoznatija konditorska tvrtka u Dalmaciji i jedna od priznatijih u SFRJ s nizom slastičarni i velikim asortimanom kolača, peciva i torti.
Godine 2003. posrnulog splitskog slastičarskog diva kupuje poduzetnik Joško Svaguša, da bi 2015. godine Tomislav Mamić, vlasnik trgovačkog lanca Tommy kupio polovicu "Bobisa" za 3 milijuna eura.

## Proizvodi
- Pekarski proizvodi: Didov kruh, francuski baguette, kukuruzni baguette, kukuruzni kruh, Didovo zrno, Didov mali kruh itd.
- Kremasti kolači: orah pita, krempita, krempita sa šlagom, kremšnita, Dunavski val, ekler, Mediteran, voćna šnita, voćni rolat, tortina, ziramisu, 1001 listić, Cappuccino kolač, Schwarzwald kocka, Figaro, Mađarica, itd.
- Lisnati program: štrudel, kravata, integralni štapići, burkifla, pleter višnja, pleter špinat, croissant s čokoladom, hrenovka u lisnatom, pleter čokolada, slana pita, itd.
- Torte: krokant torte, marcipanske torte i prigodne torte
- Čajna peciva i pakirani program: Bobići, Mandulat, kroštule, rafioli, Londoneri, Panettone, breskvice, itd.